# Pařížský veletrh
Pařížský veletrh (francouzsky Foire de Paris) je komerční akce pořádaná v Paříži od roku 1904. Koná se každoročně koncem dubna pro širokou veřejnost a trvá přibližně deset dní. Od roku 1923 se koná na výstavišti Porte de Versailles. Před tímto datem se konaly v Carreau du Temple, Grand Palais, Champ-de-Mars, zahradách Tuileries a Esplanade des Invalides.

## Dějiny
V letech 1798-1850 se v Paříži konala Výstava francouzských průmyslových výrobků. Následný rozvoj mezinárodních výstav v 19. století umožnil propagaci výrobků a průmyslu, ale řemesla, drobní obchodníci a malé francouzské firmy na přelomu století trpěly nedostatkem propagace.
Po velké Světové výstavě v roce 1900 se Pařížská obchodní a průmyslová komora a další profesní organizace obdivující úspěch Lipského veletrhu rozhodly v roce 1903 založit výstavní výbor, aby zorganizoval první pařížský veletrh. Ten byl poprvé otevřen 17. března v Carreau du Temple.
Původně se jednalo o vzorkový veletrh. Vzhledem k rostoucímu úspěchu se pařížský výstavní výbor v roce 1921 rozhodl dát této akci trvalé místo. Za tímto účelem vytvořil Société d'exploitation du Parc des Expositions de Paris a jako místo konání si vybral dobytčí trh poblíž Porte de Versailles na jihozápadním okraji Paříže, kde vzniklo Výstaviště Porte de Versailles.

## Výstavní oblasti
- Domov a obydlí
- Užité umění a světové kultury
- Pohoda, móda a doplňky
- Volný čas a praktický život
- Víno a gastronomie